# Andy Panda
Andy Panda è un personaggio immaginario protagonista della serie omonima di cortometraggi animati prodotti da Walter Lantz. È un panda gigante antropomorfo e fu il secondo personaggio delle produzioni di Lantz, dopo Oswald il coniglio fortunato. Divenne popolare prima di Picchiarello, personaggio apparso per la prima volta in un cortometraggio dello stesso Andy Panda, Knock Knock.

## Storia
Il creativo Walter Lantz ha visto in uno zoo un esemplare di panda gigante che gli ha dato l'ispirazione alla creazione del nuovo personaggio. Andy Panda debutta così con il primo cortometraggio del 1939 Life Begins for Andy Panda, che rappresenta il primo di una lunga serie con alcuni episodi candidati all'Oscar. Andy condivide molte avventure col galletto Carlino (Charlie Chicken).

## Filmografia

### Universal Pictures

#### 1939
- Life Begins for Andy Panda

#### 1940
- Andy Panda Goes Fishing
- 100 Pygmies and Andy Panda
- Crazy House
- Picchiarello contro Andy Panda (Knock Knock)

#### 1941
- Mouse Trappers
- Dizzy Kitty
- $21 a Day (Once a Month) (serie Swing Symphony)

#### 1942
- Under the Spreading Blacksmith Shop
- Good-Bye Mr. Moth
- Nutty Pine Cabin
- Andy Panda's Victory Garden
- Air Raid Warden

#### 1943
- Canine Commandos
- Meatless Tuesday

#### 1944
- Fish Fry
- The Painter and The Pointer

#### 1945
- Crow Crazy

#### 1946
- Poeta e contadino (The Poet and the Peasant)
- Mousie Come Home
- Apple Andy
- The Wacky Weed
- Momenti musicali (Musical Moments from Chopin) (serie Musical Miniatures)

#### 1947
- The Bandmaster

### United Artists

#### 1948
- Picchiarello musicista affamato (Banquet Busters) (serie Woody Woodpecker)
- Playful Pelican
- Dog Tax Dodgers

#### 1949
- Scrappy Birthday

### Universal International

#### 1951
- The Woody Woodpecker Polka (serie Woody Woodpecker)